# Camponotus kopetdaghensis
Camponotus kopetdaghensis är en myrart som beskrevs av Gennady M. Dlussky och Svyatoslav Igorevich Zabelin 1985. Camponotus kopetdaghensis ingår i släktet hästmyror, och familjen myror. Inga underarter finns listade.